# Iguig
Iguig es un municipio filipino perteneciente a la provincia de Cagayán, en la región del Valle del Cagayán.

## Geografía
Se encuentra en la margen derecha del río Grande de Cagayán. Tiene una superficie de 108,10 km².

## Historia
Hacia mediados del siglo XIX, el lugar, ya por entonces perteneciente a la provincia de Cagayán, dependía tanto en lo civil como en lo eclesiástico de Amulung. Aparece descrito en el segundo volumen del Diccionario geográfico, estadístico, histórico de las Islas Filipinas de Manuel Buzeta Núñez y Felipe Bravo con las siguientes palabras:

IGUIG: pueblo, que forma jurisd. civil y ecl. con el de Amulung, en la isla de Luzon, prov. de Cagayan, dióc. de Nueva-Segovia; hállase sit. en los 125° 13' 30" long., 17° 44' 30" lat., á la orilla der. del r. Grande de Cagayan, en terreno llano: disfruta de buena ventilacion, y clima bastante benigno y saludable; no padeciéndose en él por lo comun otras enfermedades, que las regionales propias del cambio de las estaciones. Tiene este pueblo unas 110 casas, las cuales se hallan comprendidas en el número que damos al pueblo de Amulug. Hay una escuela de primera enseñanza de niños, la cual se halla dotada de los fondos de comunidad. El term. confina por N. con Amulung (matriz) á 2 leg.; por S. con Tuguegarao, cap. de la prov.; por E. con el mismo térm. de Tuguegarao, y por O. con el de Piat (á 4 leg.). El terreno es montuoso y muy fértil; bañándolo algunos afluentes del r. Grande de Cagayan, en cuyas cercanías cultivan la tierra. Sus prod., ind., pobl. y trib. (v. la matriz)
(Buzeta y Bravo, 1851, pp. 82-83)

Según A pronouncing gazetteer and geographical dictionary of the Philippine Islands, en 1898 tenía una población estimada de 4000 personas. En el censo de 2020, la población del municipio de Iguig ascendía a los 30 060 habitantes.

## Organización territorial
Iguig se divide administrativamente en 23 barangayes o barrios, 21 de  carácter rural y 2 urbanos.
| - Ajat (Pob.) - Atulu - Baculud - Bayo - Campo - San Esteban (Capitán) - Dumpao - Gammad - Santa Teresa (Gammad Sur) - Garab - Malabbac - Manaoag (Aquiliquilao) | - Minanga Norte - Minanga Sur - Nattanzan (Pob.) - Redondo - Salamague - San Isidro (Ugac West) - San Lorenzo - Santa Barbara - Santa Rosa - Santiago - San Vicente (Ugac East) |